# Satahovci
Satahovci (mađarski: Muraszentes, prekomurski: Setovci) je naselje u slovenskoj Općini Murska Sobota. Satahovci se nalazi u pokrajini Prekomurju i statističkoj regiji Pomurju. 

## Stanovništvo
Prema popisu stanovništva iz 2002. godine naselje je imalo 310 stanovnika.